# Buenaventura Durruti

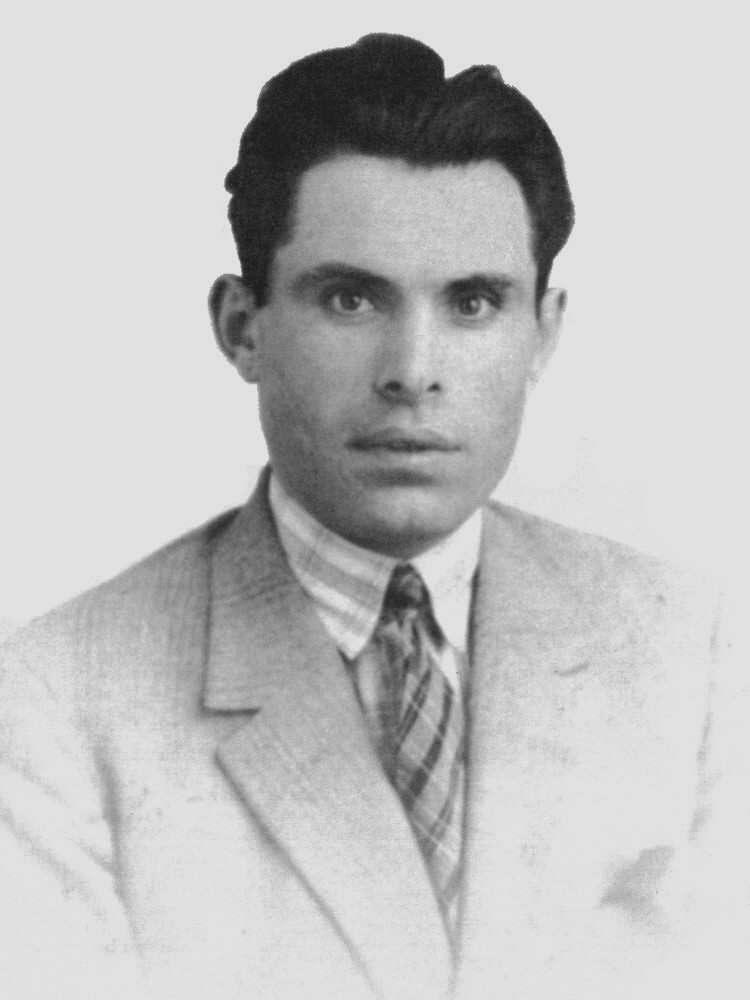
Buenaventura Durruti

Buenaventura Durruti Dumange (León, 14 juli 1896 - Madrid, 20 november 1936) speelde een centrale rol in het Spaanse anarchisme in de aanloop naar – en tijdens de Spaanse Burgeroorlog.
Toen hij 14 jaar oud was ging Durruti aan het werk bij de werkplaats van de spoorwegen in León. In 1917 riep de Union General de Trabajadores (UGT) een staking uit. Durruti was een actieve en prominente deelnemer. De Spaanse regering riep de hulp in van het leger om de staking te breken. Zeventig mensen werden om het leven gebracht en meer dan 500 arbeiders werden verwond. Tweeduizend stakers werden gevangengezet, zonder proces of vonnis. Volgens een toeschouwer had het leger “de natie gered”. Durruti ontsnapte naar Frankrijk.
Tijdens zijn ballingschap werkte Durruti in Parijs als monteur. In 1920 werd hij overgehaald om naar Barcelona te gaan om de arbeiders daar te organiseren. 
In Barcelona richtte hij samen met García Oliver en een aantal andere anarchisten "Los Solidarios" (Solidariteit) op. Leden van deze groep probeerden tevergeefs koning Alfons XIII op te blazen. In 1923 was de groep betrokken bij de moord  op aartsbisschop Soldevilla. Durruti en Oliver vluchtten naar Argentinië.
Durruti keerde terug naar Barcelona en werd een invloedrijke militant binnen twee van de grootste anarchistische organisaties in Spanje op dat moment: de Federación Anarquista Ibérica (FAI) en de Confederación Nacional del Trabajo (CNT). 

## Rol tijdens Spaanse Burgeroorlog
In nauwe samenwerking met zijn kameraden hielp Durruti het verzet tegen de militaire opstand van Franco te coördineren. Zij wisten de poging van generaal Goded om Barcelona in te nemen af te slaan. Tijdens de gevechten om de Atarazanzasbarakken werd Durruti's nauwe vriend en medestrijder Ascaso doodgeschoten. 
Minder dan een week later, op 24 juli 1936 gingen meer dan 3000 gewapende anarchisten onder leiding van Durruti van Barcelona naar Zaragoza. Deze eenheid zou later te boek komen te staan als de Durutti-Colonne.
Na een kort en bloedig gevecht bij Caspe hielden ze, op aanraden van een officier van het reguliere leger, halt bij Pina de Ebro. De aanval op Zaragoza werd uitgesteld.
Durruti had de leiding over een colonne van strijders die zouden helpen Madrid te versterken. Daarbij werd Durruti neergeschoten en dodelijk gewond door een sluipschutter. Volgens Antony Beevor in zijn standaardwerk ('The Spanish Civil War', 1982) werd Durruti gedood toen het machinepistool van een metgezel per ongeluk afging. De anarchisten zouden het verhaal over de sluipschutter in de wereld hebben geholpen met het oog op de moraal van de strijders en uit propagandaoverwegingen. Durruti stierf op een geïmproviseerde operatietafel in het voormalige Ritzhotel.
Durruti's lichaam werd naar Barcelona overgebracht voor zijn begrafenis. Meer dan een kwart miljoen mensen vulden de straten om de lijkstoet te begeleiden op de route naar het kerkhof op Montjuich. Het was de laatste grootschalige openbare demonstratie van de omvang van de anarchistische aanhang tijdens de bittere en bloedige Spaanse Burgeroorlog.

## Citaten van Buenaventura Durruti
- "Er zijn slechts twee wegen, de overwinning voor de werkende klasse, vrijheid, of de overwinning voor de fascisten hetgeen tirannie betekent. Beide partijen weten wat de verliezer te wachten staat. We zijn bereid om eens en voor altijd een eind te maken aan het fascisme, zelfs ondanks de Republikeinse Regering."

- "Geen enkele regering bestrijdt het fascisme om het te vernietigen. Wanneer de bourgeoisie ziet dat zij invloed verliest roept ze het fascisme op om haar privileges veilig te stellen."

- "Het zijn de werkers, wij, die deze paleizen en steden, hier in Spanje en in Amerika en overal, hebben gebouwd. Wij, de werkers, kunnen andere bouwen om hun plaats in te nemen. En betere! We zijn niet in het minst bang voor ruïnes. Wij zullen de aarde beërven; daaraan bestaat geen enkele twijfel. De bourgeoisie kan zijn eigen wereld opblazen en vernietigen voordat zij het toneel van de geschiedenis verlaat. Wij dragen een nieuwe wereld, hier in ons hart. Die wereld groeit op dit moment.”

## Trivia
De Britse depri-rock act The Durutti Column ontleent zijn naam aan de Durruti Colonne. De band heeft vanaf het begin van het ontstaan een spellingsfout in de naam.